# Sainte-Catherine-de-la-Jacques-Cartier
Sainte-Catherine-de-la-Jacques-Cartier är en stad (kommun av typen ville) och tätort (centre de population) i provinsen Québec i Kanada. Den ligger i regionen Capitale-Nationale, i den sydöstra delen av landet, 300 km nordost om huvudstaden Ottawa.